# カソモルフィン

ウシβ-カソモルフィン 7は、アミノ酸7残基からなるペプチドである。

カソモルフィン（Casomorphin、カゾモルフィン）類は、乳タンパク質の消化に由来するペプチド（タンパク質断片）である。カソモルフィン類の際立った特徴は、このペプチドがオピオイド効果を有していることである。
それぞれの変異型は、A1とA2の2つの主カテゴリーに分類される。ウシでは、A1型β-カゼインは67番目にアミノ酸ヒスチジンを有しているが、A2型β-カゼインの67番目のアミノ酸はプロリンである。室内実験で、BCM7として知られるカソモルフィンはA1型β-カゼインのみから放出されることが示されている。BCM7の潜在放出量は牛乳1リットルにつき約0.4グラムである（牛乳1リットル中にβ-カゼインが12グラム含まれているとして推定している）。
ヒトの消化酵素DPP-4 (dipeptidyl peptidase-4) は、カソモルフィン類を不活性なジペプチドに分解する。この酵素は、消化管およびいくつかの内分泌細胞で見られる。
カソモルフィンの生化学および薬理学の科学的理解は不完全である。2007年に、Kaminskiらによって総説が書かれている。

## 健康
カゼインは胃で分解され、ヒスタミン遊離物質として作用するオピオイド・カソモルフィンを産生することが実証されている
。グルテンおよびカゼインを含まない食事 (en) が、自閉症スペクトラム (ASD) を持つ子供の親向けのカンファレンスで推奨され、いくつかの本やウェブサイト、ディスカッショングループは自閉症関連症状（特に社会的相互作用および言語能力）における恩恵を謳っている。これらの主張を支持する研究には著しい不備があるため、これらのデータは治療法を推奨するには不十分である。この考えを検証するため、高速液体クロマトグラフィー (HPLC) と質量分析法を組み合わせた精度が高く特異的な試験が行われたが、自閉症の子供の尿からこれらのペプチドを検出することはできなかった。これらのペプチドに関する以前の研究は特異性の低い試験法を用いており、偽陽性の結果を示しがちな信頼できない手法を用いたことは強く批判された。しかしながら、支持者はこれらのペプチドが糖尿病や心疾患、自閉症および統合失調症の症状といった多数の病状と関連していると主張し続けている。

## 既知のカソモルフィン類の例

### β-カソモルフィン 1-3
- 構造: H-Tyr-Pro-Phe-OH
- 化学式: C23H27N3O5
- 分子量: 425.48 g/mol

### ウシβ-カソモルフィン 1-4
- 構造: H-Tyr-Pro-Phe-Pro-OH
- 化学式:
- 分子量: 522.61 g/mol

### ウシβ-カソモルフィン 1-4アミド
- 構造: H-Tyr-Pro-Phe-Pro-NH2
- 化学式: C28H39N5O7
- 分子量: 557.64 g/mol

### ウシβ-カソモルフィン 5
- 構造: H-Tyr-Pro-Phe-Pro-Gly-OH
- 化学式: C30H37N5O7
- 分子量: 594.66 g/mol

### ウシβ-カソモルフィン 7
- 構造: H-Tyr-Pro-Phe-Pro-Gly-Pro-Ile-OH
- 化学式: C41H55N7O9
- 分子量: 789.9 g/mol

### ウシβ-カソモルフィン 8
- 構造: H-Tyr-Pro-Phe-Pro-Gly-Pro-Ile-Pro-OH
- 化学式: C46H62N8O10
- 分子量: 887.00 g/mol

ウシβ-カソモルフィン 8には8番目のプロリンの代わりにヒスチジンを有しているものがある。これは、A1型とA2型β-カゼインのどちらに由来しているかに依存している。